# جون هوارد جيبونز
جون هوارد جيبونز (بالإنجليزية: John H. Gibbons) (و. 1929 – 2015 م) هو عالم فيزيائي من الولايات المتحدة الأمريكية ولد في هاريسونبورغ.

## التعليم
تعلم في جامعة ديوك.